# Zeiseltal
Zeiseltal, uppkallade efter Helmut Zeisel, är ett kvadratfritt heltal k med minst tre primtalsfaktorer som omfattas av mönstret
{\displaystyle p_{x}=ap_{x-1}+b}
där a och b är några heltalskonstanter och x är ett indextal för varje primtalsfaktor i faktoriseringen, sorterade från det lägsta till det högsta. Vid fastställning av Zeiseltal, {\displaystyle p_{0}=1}.
De första Zeiseltalen är:
105, 1419, 1729, 1885, 4505, 5719, 15387, 24211, 25085, 27559, 31929, 54205, 59081, 114985, 207177, 208681, 233569, 287979, 294409, 336611, 353977, 448585, 507579, 982513, 1012121, 1073305, 1242709, 1485609, 2089257, 2263811, 2953711, 3077705, 3506371, 3655861, 3812599, … (talföljd A0510150 i OEIS)
Till exempel är 1729 ett Zeiseltal med a = 1 och b = 6, dess faktorer är 7, 13 och 19 som omfattas av mönstret
{\displaystyle {\begin{aligned}p_{1}=7,&{}\quad p_{1}=1p_{0}+6\\p_{2}=13,&{}\quad p_{2}=1p_{1}+6\\p_{3}=19,&{}\quad p_{3}=1p_{2}+6\end{aligned}}}
1729 är ett Carmichaeltal av typen {\displaystyle (6n+1)(12n+1)(18n+1)}, som omfattas av mönstret {\displaystyle p_{x}=ap_{x-1}+b} med a= 1 och b = 6n sådant att varje Carmichaeltal på formen (6n + 1) (12n + 1) (18n + 1) är ett Zeiseltal.
Andra Carmichaeltal av denna typ är: 294409, 56052361, 118901521, 172947529, 216821881, 228842209, 1299963601, 2301745249, 9624742921, …
Zeiseltal introducerades troligen av Kevin Brown som sökte efter tal som anslutna i ekvationen
{\displaystyle 2^{k-1}+k}
ger primtal. I ett inlägg i nyhetsgruppen sci.math den 24 februari 1994 påpekade Helmut Zeisel att talet 1885 är ett sådant tal. Senare upptäcktes (av Kevin Brown?) att 1885 dessutom har primtalsfaktorer med relationen som beskrivs ovan, så därför kallas talen även för Brown–Zeiseltal.